# El Quijote y la meteorología

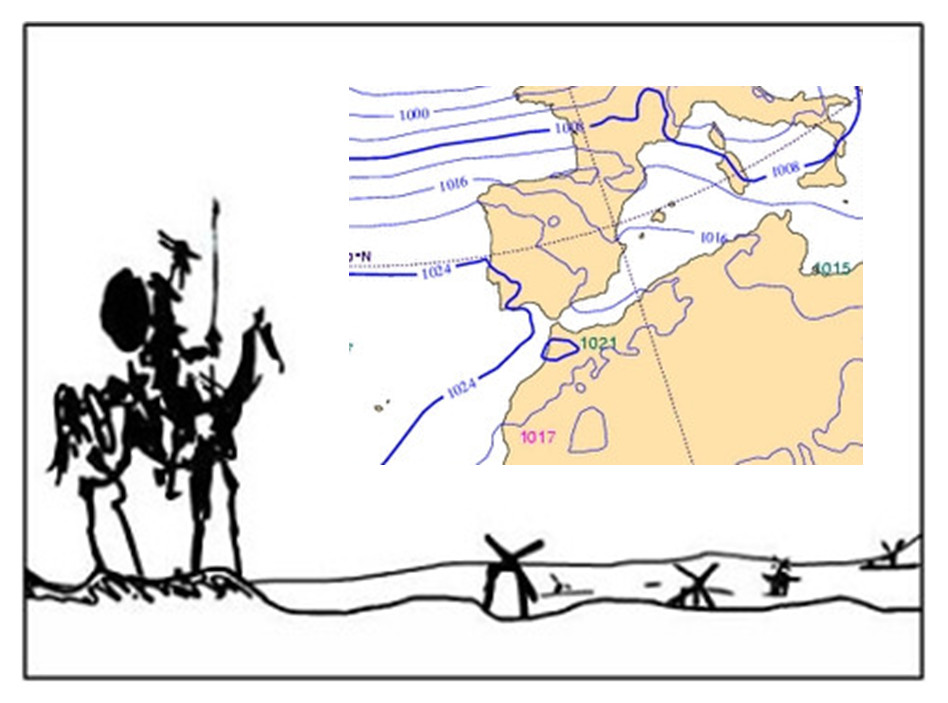
Mapa imposible
de la Península y su entorno

El Quijote y la meteorología se refiere a los distintos fenómenos meteorológicos que Miguel de Cervantes menciona en El ingenioso hidalgo don Quijote de la Mancha, publicada en 1605, y en la Segunda parte del ingenioso caballero don Quijote de la Mancha, de 1615. El tema ha sido tratado por los meteorólogos españoles Alejandro Mora Piris (1972), Inocencio Pontevedra. (1985) y Manolo Mora (2016).
Cervantes (1547-1616) vivió durante la Pequeña Edad del Hielo (1550-1700), un periodo durante el cual hubo en toda Europa un enfriamiento general con un incremento de fenómenos extremos como sequías, inundaciones, olas de frío, etc.
Como señala Mora (2016), don Quijote realiza sus salidas en el verano, por lo que las alusiones al calor en los dos libros son frecuentes. Así mismo, entre 1587 y 1594, Cervantes fue comisario o recaudador de abastos del rey Felipe II, primero en Sevilla y luego en Granada, fijando su residencia en Sevilla, con alguna visita esporádica a Esquivias (Toledo), donde vivía su esposa, Catalina de Salazar y Palacios, y tuvo por tanto recorrer tierras manchegas y andaluzas, visitando localidades como Carmona, Montilla y Écija —conocida popularmente como la «sartén de Andalucía»—, donde llegó a residir durante tres meses y medio en el verano de 1589.
En la primera parte del Quijote, El ingenioso hidalgo don Quijote de la Mancha, publicada en 1605, se narran las dos primeras salidas de don Quijote por tierras de la Mancha y Sierra Morena. Según recoge Mora (2016), citando a José María Casasayas (1999), esta primera parte pudo desarrollarse entre el viernes, 28 de julio y el 3 de septiembre de 1602.
En la segunda parte (1615), dedicada a su tercera salida, don Quijote y Sancho Panza recorren también tierras aragonesas y catalanas, entre el 24 de mayo y el 16 de agosto de 1614, según el estudio de Mora (2016), aunque este mismo autor observa que «la segunda parte comienza refiriendo que ha transcurrido tan solo un mes desde el final de la primera parte, una prueba más del aparente anacronismo».
Como señala José María Sánchez Molledo, el «suceso» de los molinos de viento, que tiene lugar en Campo de Criptana, es uno de los episodios más conocidos de la primera parte del Quijote, y el propio Cervantes hace alusión a ello en la segunda parte:

—No, por cierto —respondió don Quijote—, pero dígame vuestra merced, señor bachiller: ¿qué hazañas mías son las que más se ponderan en esa historia?
 —En eso —respondió el bachiller— hay diferentes opiniones, como hay diferentes gustos: unos se atienen a la aventura de los molinos de viento, que a vuestra merced le parecieron Briareos y gigantes... Segunda parte: «Capítulo III.»

Aunque los molinos de viento llevaban en España desde el siglo X, en la época de Cervantes, que los conocía por sus viajes por Andalucía, eran todavía una novedad relativa en la Mancha, llegando a instalarse allí en 1575. Sancho Panza los conoce bien e intenta explicar su funcionamiento a don Quijote:

—Mire vuestra merced —respondió Sancho— que aquellos que allí se parecen no son gigantes, sino molinos de viento, y lo que en ellos parecen brazos son las aspas, que, volteadas del viento, hacen andar la piedra del molino.

## Calor
- «Y así, sin dar parte a persona alguna de su intención, y sin que nadie le viese, una mañana, antes del día, que era uno de los calurosos del mes de julio...»[9]

- «… caminaba tan despacio, y el sol entraba tan apriesa y con tanto ardor, que fuera bastante a derretirle los sesos, si algunos tuviera». (c.2-1)

- «… en mitad del ardor de la más enfadosa siesta del verano, tendido sobre la ardiente arena…» (c.12-1)

- «El calor, y el día que allí llegaron, era de los del mes de agosto, que por aquellas partes suele ser el ardor muy grande; la hora, las tres de la tarde» (c.27-1)

- «… y sin duda los desposorios se celebrarán en el frescor de la mañana, y no en el calor de la tarde» (c.20-2)

- «El caminar tan a la ligera lo causa el calor y la pobreza, y el adónde voy es a la guerra»[10]

- «Mató las velas; hacía calor y no podía dormir; levantóse del lecho y abrió un poco la ventana de una reja que daba sobre un hermoso jardín, y, al abrirla, sintió y oyó que andaba y hablaba gente en el jardín» (c.44-2)

- «No des en eso, Altisidora amiga —respondieron—, que sin duda la duquesa y cuantos hay en esa casa duermen, si no es el señor de tu corazón y el despertador de tu alma, porque ahora sentí que abría la ventana de la reja de su estancia, y sin duda debe de estar despierto; canta, lastimada mía, en tono bajo y suave al son de tu arpa, y, cuando la duquesa nos sienta, le echaremos la culpa al calor que hace» (c.44-2)

### Sequía
- «Era el caso que aquel año habían las nubes negado su rocío a la tierra, y por todos los lugares de aquella comarca se hacían procesiones, rogativas y disciplinas, pidiendo a Dios abriese las manos de su misericordia y les lloviese; y para este efecto la gente de una aldea que allí junto estaba venía en procesión a una devota ermita que en un recuesto de aquel valle había»[11]

## Nubes
- «Las cuatro de la tarde serían cuando el sol, entre nubes cubierto, con luz escasa y templados rayos, dio lugar a don Quijote para que, sin calor y pesadumbre, contase a sus dos clarísimos oyentes lo que en la cueva de Montesinos había visto...»[12]

### Nublado
Aunque Cervantes utiliza en varias ocasiones el término «nublado», no siempre se refiere al fenómeno climatológico sino, por ejemplo, a la «ira» («Mas como vuestra merced le deshonró tan sin propósito y le dijo tantas villanías, encendiósele la cólera, y como no la pudo vengar en vuestra merced, cuando se vio solo descargó sobre mí el nublado, de modo que me parece que no seré más hombre en toda mi vida».) o a «... peligros, conflictos o trances» («... pero el cura, mudando el propósito primero, que era de no tocarle en cosa de caballerías,... vino a contar algunas nuevas que habían venido de la corte, y, entre otras, dijo que se tenía por cierto que el Turco bajaba con una poderosa armada, y que no se sabía su designio ni adónde había de descargar tan gran nublado, y con este temor, con que casi cada año nos toca arma19, estaba puesta en ella toda la cristiandad y Su Majestad había hecho proveer las costas de Nápoles y Sicilia y la isla de Malta».).

#### Nublado de piedras
Don Quijote que vio tan malparado a Sancho, arremetió al que le había dado, con la lanza sobre mano; pero fueron tantos los que se pusieron en medio, que no fue posible vengarle, antes, viendo que llovía sobre él un nublado de piedras y que le amenazaban mil encaradas ballestas y no menos cantidad de arcabuces, volvió las riendas a Rocinante, y a todo lo que su galope pudo se salió de entre ellos,... Segunda parte: «Capítulo XXVII.»

## Lluvia
- «En esto, comenzó a llover un poco, y quisiera Sancho que se entraran en el molino de los batanes…» (c.21-1)

- «… para lo cual venía el barbero, y traía una bacía de azófar; y quiso la suerte que, al tiempo que venía, comenzó a llover, y, porque no se le manchase el sombrero, que debía de ser nuevo, se puso la bacía sobre la cabeza; y, como estaba limpia, desde media legua relumbraba…» (c.21-1)

Y en la segunda parte:
- «No tenga vuestra merced pena, señor mío, ni haga caso de lo que este loco ha dicho, que si él es Júpiter y no quisiere llover, yo, que soy Neptuno, el padre y el dios de las aguas, lloveré todas las veces que se me antojare y fuere menester» (c.1-2)

### Lluvia de palos
- «... y, acudiendo por los demás trozos de la lanza, los acabó de deshacer sobre el miserable caído, que, con toda aquella tempestad de palos que sobre él llovía»[17]

### Lluvia de piedras
- «Pasamonte, que no era nada bien sufrido,... y, apartándose aparte, comenzaron a llover tantas piedras sobre don Quijote, que no se daba manos a cubrirse con la rodela; y el pobre de Rocinante no hacía más caso de la espuela que si fuera hecho de bronce. Sancho se puso tras su asno y con él se defendía de la nube y pedrisco que sobre entrambos llovía».[18]

### «Llover Dios reinos»
- «—Yo lo dudo —replicó Sancho Panza—, porque tengo para mí que, aunque lloviese Dios reinos sobre la tierra, ninguno asentaría bien sobre la cabeza de Mari Gutiérrez. Sepa, señor, que no vale dos maravedís para reina; condesa le caerá mejor, y aun Dios y ayuda».[19]

## Frío
- «… los que tiemblan con el frío del silvoso Pirineo…» (c.18-1)

- «En esto, parece ser, o que el frío de la mañana, que ya venía…» (c.20-1)

- «Y a veces suele ser su desnudez tanta, que un coleto acuchillado le sirve de gala y de camisa, y en la mitad del invierno se suele reparar de las inclemencias del cielo, estando en la campaña rasa, con solo el aliento de su boca, que, como sale de lugar vacío, tengo por averiguado que debe de salir frío, contra toda naturaleza» (c.38-1)

## Viento
- «Una vez me mandó que fuese a desafiar a aquella famosa giganta de Sevilla llamada la Giralda, que es tan valiente y fuerte como hecha de bronce, y, sin mudarse de un lugar, es la más movible y voltaria mujer del mundo. Llegué, vila, y vencíla, y hícela estar queda y a raya, porque en más de una semana no soplaron sino vientos nortes» (c.14-2)

### Viento en el mar
Siempre según Mora (2016), Cervantes posiblemente «hace múltiples referencias al mar y al viento (además del conocido pasaje de los molinos de viento)» por haber participado en la batalla de Lepanto, por lo que «conocía la influencia de la meteorología en la navegación marítima».
- «Pero, a causa de soplar un poco el viento tramontana y estar la mar algo picada, no fue posible seguir la derrota de Mallorca» (c.41-1)

- «… sino puerto seguro de nuestro remedio, según andaba alterada la mar» (c.41-1)

- «No fueron tan vanas nuestras oraciones que no fuesen oídas del cielo; que, en nuestro favor, luego volvió el viento, tranquilo el mar…» (c.41-1)

- «... entrando un poco en la mar, que ya estaba algo más sosegada» (c.41-1)

- «… y si hay viento próspero, mar tranquilo y sin borrasca, en poco menos de nueve años se podrá estar a vista de la gran laguna Meona…» (c.29-1)

- «… porque todos se anegaron en una gran borrasca que tuvimos a vista del puerto…» (c.30-1)

Cervantes también menciona el desastre naval de La Herradura, un suceso trágico que tuvo lugar en 1562 a causa de un temporal y en el que murieron cerca de 5000 personas:
- «… que fue hija de don Alonso de Marañón, caballero del hábito de Santiago, que se ahogó en la Herradura» (c.32-2)

### Viento en los molinos
Y, diciendo esto, dio de espuelas a su caballo Rocinante, sin atender a las voces que su escudero Sancho le daba, advirtiéndole que sin duda alguna eran molinos de viento, y no gigantes, aquellos que iba a acometerI. Pero él iba tan puesto en que eran gigantes, que ni oía las voces de su escudero Sancho, ni echaba de ver, aunque estaba ya bien cerca, lo que eran, antes iba diciendo en voces altas: 
—Non fuyades, cobardes y viles criaturas, que un solo caballero es el que os acomete.
Levantóse en esto un poco de viento, y las grandes aspas comenzaron a moverse, lo cual visto por don Quijote, dijo:
—Pues aunque mováis más brazos que los del gigante Briareo, me lo habéis de pagar. Primera parte: «Capítulo VIII.»

## Citas referentes a la climatología de los meses
- «… y tan fresca como una mañana de abril…» (c.13-2)

- «… que ya sus insulanos le estaban esperando como el agua de mayo…» (c.62-2)

- «Abrazó Sanchica a su padre, y preguntole si traía algo, que le estaba esperando como el agua de mayo» (c.73-2)

## Citas referentes a los extremos de frío o calor y sol o lluvia
- «La caza es una imagen de la guerra: hay en ella estratagemas, astucias, insidias para vencer a su salvo al enemigo; padécense en ella fríos grandísimos y calores intolerables» (c.34-2)

- «¿Quién más calor y más frío que los miserables escuderos de la andante caballería? Y aún menos mal si comiéramos, pues los duelos, con pan son menos; pero tal vez hay que se nos pasa un día y dos sin desayunarnos, si no es del viento que sopla» (c.13-2)

- «… los caballeros andantes verdaderos, al sol, al frío, al aire, a las inclemencias del cielo, de noche y de día, a pie y a caballo, medimos toda la tierra con nuestros mismos pies» (c.6-2)

- «Este que canta, señora mía, es un hijo de un caballero natural del reino de Aragón, señor de dos lugares, el cual vivía frontero de la casa de mi padre en la Corte; y, aunque mi padre tenía las ventanas de su casa con lienzos en el invierno y celosías en el verano» (c.43-1)

- «… yo he visto llover y hacer sol, todo a un mesmo punto…» (c.19.2)